# 通商新街
通商新街（葡萄牙語：Rua Nova do Comércio），又名新填地，其起點和終點均在海邊新街：北端在海邊新街與卑度路街交界處起，向南伸展橫跨非利喇街、燕主教街、美基街、貢士旦甸奴街，至海邊新街近新馬路交界處止。街道全長約230米，闊約7米；與貢士旦甸奴街同日命名。此街由美基街向南逐漸進入爐石塘區範圍。